# Allophorocera ferruginea
Allophorocera ferruginea är en tvåvingeart som först beskrevs av Johann Wilhelm Meigen 1824.  Allophorocera ferruginea ingår i släktet Allophorocera och familjen parasitflugor. Arten är reproducerande i Sverige. Inga underarter finns listade i Catalogue of Life.